# Michel Beaune
| Michel Beaune                             | Michel Beaune                                |
| Kattints az alábbi külső linkek egyikére! | Kattints az alábbi külső linkek egyikére!    |
| ----------------------------------------- | -------------------------------------------- |
| Nem található szabad kép.(?)              |                                              |
| külső link · jogvédett                    | Képe az 1970-es évek végéről (Fr.Web.fr)     |
| külső link · jogvédett                    | Valeras szerepében A profi c. filmben (1981) |

Michel Beaune, születési nevén Michel Louis Bosne (Párizs, Franciaország, 1933. december 13. – Párizs, 1990. július 24.) francia színpadi, film- és televíziós színész, a párizsi Comédie-Française vendégművésze. Egyik legismertebb szerepét A profi című akciófilmben játszotta.

## Élete

### Származása, tanulóévei
Charles Dullin és Georges Le Roy színésztanárok keze alatt nőtt fel. Elvégezte a párizsi Állami Felsőfokú Színművészeti Akadémiára, a „Conservatoire”-ba Conservatoire national supérieur d’art dramatique). Kitüntetéssel végzett. Évfolyamtársai közül több későbbi neve színész került ki, így Jean-Pierre Marielle, Annie Girardot, Jean Rochefort és Jean-Paul Belmondo. Belmondo és Beaune életre szóló barátságot is kötött, és később több filmben együtt szerepeltek.

### Színpadon
1954-től folyamatosan játszott különféle párizsi színházakban. Többször jelent meg Delphine Seyriggel és Silvia Monfort-ral együtt a színpadon. 1956–1958 között sikeresen vendégszerepelt a Comédie-Française-ben, majd behívták katonának, és két évet töltött Francia-Algériában, részt vett az algériai háborúban. Hazatérve csatlakozott Madeleine Renaud és Jean-Louis Barrault társulatához és az Odéon Színházban játszott A velencei kalmár-ban. Később inkább a népszerűbb bulvár-színjátszás felé fordult, több nagy látványos színdarabban szerepelt, köztük Brontë Üvöltő szelek-jében, Alain Decaux: Danton és Robespierre-jében, Sartre: Kean című életrajzi színművében, és Rostand Cyrano de Bergerac-jában.

### Filmen, televízióban
1960-tól szerepelt kis tévéfilmes szerepekben és tévészínházi produkciókban. 1961-ban debütált a filmvásznon, Claude Chabrol rendező a Les Godelureaux c. filmjében, Bernadette Lafont-nal és Jean-Claude Brialy-val. 
1964-ben kis szerepet kapott Jean Becker rendező Az aranycsempész című romantikus krimi-vígjátékában, ahol jóbarátja, Jean-Paul Belmondo volt a főszereplő. A két jóbarát tucatnyi filmben szerepelt együtt (Zsaru vagy csirkefogó?, Szabadlábon Velencében, A profi, Egy elkényeztetett gyermek utazása, stb.). Pályája során Beaune javarészt másodszerepekben játszott, nagy francia filmekben, hírneves sztárok mellett. Sokat profitált abból, hogy Belmondo iskolatársa és ifjúkora óta jóbarátja volt. Más közös barátok, így Pierre Vernier is több szerephez jutott Belmondóhoz fűződő barátsága révén.
Az 1970-80-as években Beaune nagy számú drámai és bűnügyi tévéfilmben és tévésorozatban szerepelt, többek között Az elátkozott királyok-ban (Les Rois maudits, 1972), a Rocambole-ban, A császár kémjé-ben, Claude Barma író-rendező Maigret felügyelő-sorozatában és a Moulin felügyelő-sorozatban.

### Magánélete
Rákbetegség következtében hunyt el Lepic utcai lakásában, Párizs Montmartre negyedében, 1990. július 24-én. A közeli Clichyben temették el.
Két leánya született, Caroline és Nathalie. Caroline Beaune (Caroline Bosne, 1959–2014), akinek anyja Mireille Calvo-Platero színésznő volt, keresztapja pedig Beaune jóbarátja, Jean-Paul Belmondo. Caroline maga is színésznő lett. Autoimmun betegséggel küzdött, orvosi műhiba miatt hunyt el édesapja halálának 24. évfordulóján, 2014. július 24-én Créteil-ben.

## Főbb filmszerepei
- 1960: Hamlet, dán királyfi (Hamlet, Prince de Danemark); tévéfilm; Guildenstern
- 1960: Cyrano de Bergerac; tévéfilm; Cuigy
- 1961: Les godelureaux; névtelen szerep
- 1963: Leclerc felügyelő (L’inspecteur Leclerc enquête); tévésorozat; francia férfi
- 1964: Rocambole; tévésorozat; Armand de Kergaz
- 1964: Az aranycsempész (Échappement libre); Daniel
- 1965: L’accusateur public; tévéfilm; Fabricius
- 1966: A Sasfiók (L’Aiglon); tévéfilm; francia attasé
- 1966: Le chevalier d’Harmental; tévésorozat; Montmorency
- 1967: Don Juan et Faust; tévéfilm; Octavio
- 1968: Le fil rouge; tévéfilm; sógor
- 1970: Le temps de mourir; Castagnac
- 1970: Vallomás (L’aveu); az ügyvéd
- 1970: Allô police; tévésorozat; masszőr
- 1972: Un jeu d’enfer; tévéfilm; Victor de Broglie
- 1972: A császár kémje (Schulmeister, espion de l’empereur); tévésorozat; Monnet tábornok
- 1972: La tragédie de Vérone; tévéfilm; Galeazzo
- 1972: Híres szökések (Les évasions célèbres); tévésorozat; Bonnet
- 1972: Les six hommes en question; tévéfilm; Julien abbé
- 1972: De sang froid; tévéfilm; René Delalande
- 1972: Talleyrand ou Le sphinx incompris; tévéfilm; Calonne
- 1972: Paix à ses cendres; tévéfilm; Charles
- 1972: Merénylők (L’attentat); Rouannet felügyelő helyettese
- 1972: Az elátkozott királyok (Les rois maudits); tévésorozat; II. Eduárd király
- 1973: Az örökös (L’héritier); Frédéric Lambert
- 1974: Stavisky; zsaroló újságíró
- 1975: Un jour, la fête; Gament polgármester
- 1975: Kezdődjék hát az ünnep! (Que la fête commence…); La Griollay százados
- 1975: A javíthatatlan (L’incorrigible); miniszter
- 1975: Le faux-cul; Ferjac
- 1975: Agyő, haver! (Adieu poulet); Dupuy felügyelő
- 1976: Ellenségem holtteste (Le corps de mon ennemi); a gyermekkori jóbarát
- 1977: A kérdés (La question); Fayard professzor
- 1977: Richelieu; tévésorozat; M. De Noyers
- 1978: Készítsétek a zsebkendőket! (Préparez vos mouchoirs); orvos az utcán
- 1978: A vizsgálóbíró asszony (Madame le juge); tévésorozat; a jóbarát
- 1978: Un ennemi du peuple; tévéfilm; Billing
- 1978: Thomas Guérin nyugdíjas (Thomas Guérin… retraité); tévéfilm; Thomas fia Pierre
- 1978: De mémoire d’homme; tévésorozat; Pressard államügyész
- 1979: Zsaru vagy csirkefogó? (Flic ou voyou); Marcel Langlois
- 1979: Le mors aux dents; Froment
- 1979: Le mal bleu; tévéfilm; Monsieur Laville
- 1979: Il était un musicien; tévésorozat; Prokofiev
- 1979: Bátorság, fussunk! (Courage fuyons);  Dr. Noël Blanc
- 1980: Csempészek (Achtung Zoll!); tévésorozat; Barret
- 1981: Szabadlábon Velencében (Le guignolo); Louis Fréchet
- 1981: Il faut tuer Birgitt Haas; Delaunay
- 1981: A profi (Le professionel); Edouard Valeras százados
- 1981: Nagytakarítás (Coup de torchon); Vanderbrouck, arrogáns újgazdag
- 1983: Vörös özvegy (La veuve rouge); tévéfilm; Michaud bíró
- 1983: A kíméletlen (Le battant); Pierre Mignot
- 1983: Liberté-liberté; tévéfilm; rendőrbiztos
- 1978: Éjszakai ügyelet (Médecins de nuit); tévésorozat; intézeti főnök
- 1984: Mesrine; Devos rendőrfelügyelő
- 1984: Az arany bűvöletében (Les morfalous); francia tábornok
- 1983–1984: L’homme de Suez; tévé-minisorozat; Clot-Bey
- 1984: Un grand avocat; tévéfilm; Abner Coles
- 1984: Kellemes húsvéti ünnepeket! (Joyeuses Pâques); Rousseau
- 1984: Alibi-bankjegy (Billet doux); tévé-minisorozat; a rendőrfelügyelő
- 1984–1985: Série noire; tévésorozat; több szerepben
- 1985: Entre chats et loups; tévéfilm; Charles Lambert
- 1985: Capuccino felügyelő (Le cowboy); a felügyelő
- 1987: A magányos zsaru (Le solitaire); Pezzoli felügyelő
- 1986–1988: Dennis, a komisz (Dennis the Menace); tévésorozat; George Wilson
- 1988: Kean; tévéfilm; Salomon
- 1988: Egy elkényeztetett gyermek utazása (Itinéraire d’un enfant gâté); jegyző
- 1988: Les après-midi de Monsieur Forestier; tévéfilm; Monsieur Forestier
- 1989: Nick chasseur de têtes; tévésorozat; Lemoine felügyelő
- 1976–1989: Moulin felügyelő (Commissaire Moulin); tévésorozat; több szerepben
- 1989: Nagy családok (Les grandes familles); tévé-minisorozat; Wilner
- 1970–1990: Maigret felügyelő (Les enquêtes du commissaire Maigret); tévésorozat; több szerepben
- 1990: Az orvlövész (Sniper); tévéfilm; Gardel
- 1990: Feu sur le candidat; belügyminiszter
- 1990: Ma cousine de Varsovie; tévéfilm; Archibald Burel

## További információ
- Michel Beaune a PORT.hu-n (magyarul)
- Michel Beaune az Internetes Szinkronadatbázisban (magyarul)
- Michel Beaune az Internet Movie Database-ben (angolul)
- Michel Beaune a Rotten Tomatoeson (angolul)
- Michel Beaune az AlloCiné weboldalán (franciául)
- Michel Beaune Profile (angol nyelven). famousfix.com. (Hozzáférés: 2023. augusztus 26.)
- Michel Beaune (angol nyelven). MUBI.com. (Hozzáférés: 2023. augusztus 26.)